# Karl Strubecker
Karl Strubecker (Hollenstein an der Ybbs, Áustria, 8 de agosto de 1904 – Karlsruhe, 19 de fevereiro de 1991) foi um matemático austríaco, que trabalhou com geometria e geometria diferencial.
Foi palestrante convidado do Congresso Internacional de Matemáticos (ICM) em Zurique (1932). Apresentou uma palestra no ICM em Estocolmo (1962: Airysche Spannungsfunktion und isotrope Differentialgeometrie).

## Obras
- Einführung in die höhere Mathematik. 4 Bände, Oldenbourg, 1956–1984, DNB 458272183, DNB 550542353.
- Differentialgeometrie. 3 Bände, Sammlung Göschen, 1955–1959, DNB 454938888. (2. Auflage. 1968/1969)
- Vorlesungen über Darstellende Geometrie. Vandenhoeck und Ruprecht, Göttingen 1958, DNB 454938934